# Клюй, Василий Семёнович
Василий Семёнович Клюй (укр. Василь Семенович Клюй; род. 16 марта 1927, Шевченко, Компанеевский район) — украинский учёный, кандидат экономических наук, профессор Института последипломного образования руководителей и специалистов агро-промышленного комплекса Национального университета биоресурсов и природопользования, академик Национальной академии аграрных наук Украины.

## Биография
Василий Семёнович Клюй родился 16 марта 1927 года на хуторе Шевченко Компанеевского района. Жили в землянке, в семье было шесть детей, из которых выжило пятеро. Отец — Семен Карпович, в 50-летнем возрасте отправился на войну, дошёл до Венгрии, погиб в Будапеште. Мать — Полина Власовна, в одиночку растила и воспитала детей, прожила до 95 лет.
Начальную школу окончил в родном хуторе, среднюю — в соседнем селе Водяное. Во время учёбы интересовался радиотехникой, овладел морзянкой, также проходил военную подготовку, учился стрельбе, метанию гранат, рытью окопов, прыжкам с парашютом. После освобождения Кировоградщины от оккупации, в 1944 году в возрасте 17 лет Клюй с девятиклассным образованием был мобилизован полевым военкоматом и направлен на подготовительные курсы радистов, по окончании которых при штабе Черноморского флота в городе Поти поступил радистом-шифровальщиком на подводную лодку Щ-215 под командованием М. В. Грешилова. В военные годы Щ-215 совершила 14 боевых походов, за время которых произвела восемь торпедных атак и потопила пять вражеских судов. Также экипаж подлодки поставлял боеприпасы в осажденный Севастополь, а в 1944 году участвовал в освобождении Одессы. Победу Клюй вместе со своей боевой командой встретил в Одессе.
Отслужив шесть лет на флоте, в 1949 году демобилизовался в звании главного старшины. Вернувшись в родное село, в том же году был единогласно избран председателем колхоза имени Чапаева, не имея даже ни опыта руководящей работы, ни специального образования. Тем не менее, обладая природной смекалкой, упорством и настойчивостью, приложил большие усилия для восстановления народного хозяйства и ввиду успехов в работе был назначен руководителем Красновершской машинно-тракторной станцией, обслуживавшей 26 хозяйств. По протекции первого секретаря Кировоградского обкома партии Л. И. Найдека был отправлен на учёбу в Киев — в Высшую партийную школу, которую окончил в 1959 году. В дальнейшем находился на партийно-хозяйственной работе, был председателем Устиновского райисполкома и первым секретарем райкома партии (1959—1962), начальником Бобринецкого территориального колхозно-совхозного управления (1962—1964), начальником Кировоградского областного управления сельским хозяйством (1964—1977).
Будучи одним из руководителей экономики Кировоградщины, внёс значительный вклад в развитие сельского хозяйства области, курировал строительство многих заводов и хозяйств, добившись увеличения объёмов производства молока, мяса, птицы и яиц, а также шерсти. Занимался разработкой и внедрением в сельскохозяйственное производство достижений научно-технического прогресса и передового опыта в области эффективного ведения сельского хозяйства, особенно в области выращивания зерновых и кормовых культур, научных основ севооборота, а также подготовкой и переподготовкой кадров агропромышленного комплекса, налаживанием координации научных учреждений Украинской академии аграрных наук. Является создателем Кировоградской межхозяйственной школы по внедрению в производство достижений науки и передового опыта, чем положил начало новому направлению организации повышения квалификации руководителей и специалистов АПК. Опыт такой школы, первой в Украине, с 1974 года стал внедряться уже на всесоюзном уровне, тогда как Кировоградская область за высокие показатели развития сельскохозяйственного производства 13 раз становилась участником Выставки достижений народного хозяйства СССР и ВДНХ Украины.
В 1971 году получил учёную степень кандидата экономических наук, защитив в Украинской сельскохозяйственной академии диссертацию на тему «Экономическая эффективность производства говядины и пути её повышения (на примере специализированных хозяйств Кировоградской области)». В 1977 году перешёл на работу в Совет министров Украинской ССР, где дальнейшие 12 лет до 1989 года проработал на должностях заместителя заведующего отделом агропромышленного комплекса, заведующего сектором сельскохозяйственной науки, внедрения в производство достижений научно-технического прогресса, подготовки и переподготовки кадров. Также был членом Президиума Совета колхозов Украины (1978—1982), членом научного совета по проблемам научно-технического и социально-экономического прогнозирования при Президиуме Академии наук и Госплане УССР (1979—1989), избирался делегатом III съезда колхозников СССР, ХХІІІ и ХХІV съездов КПУ. С 1988 занимал пост проректора Института последипломного образования руководителей и специалистов агропромышленного комплекса Национального университета биоресурсов и природопользования. В 1992 году получил учёное звание профессора. В 1998 году баллотировался в народные депутаты Украины, но неудачно. В 2002 году избран почётным членом Национальной академии аграрных наук Украины, в 2005 году стал профессором кафедры инновационной деятельности Института.
Автор многочисленных научных трудов, книг, статей. Специализируется на проблемах эффективности сельскохозяйственного производства, рационального использование сельскохозяйственных земель. Выступает против частной собственности на землю, призывая отменить законодательные нормы о её приватизации и продаже. Активно высказывает свою гражданскую позицию, отмечал возможность примирения с УПА, осуждал Путина за развязывание войны против Украины, выступал в поддержку украинских солдат во время российского вторжения в страну.
Сегодня все молодые, кто здесь сидит, защищают землю, так же как и мы ее защищали от края и до края.В. Клюй на встрече с украинскими солдатами.
Является членом Совета ветеранов Украины, представляет интересы подводников-черноморцев. Имеет звание полковника запаса. Является единственным из 42 человек ныне живущим членом экипажа подводной лодки Щ-215.

## Награды
Советские
- Орден Октябрьской Революции, Трудового Красного Знамени (трижды), медаль «За боевые заслуги», «За победу над Германией в Великой Отечественной войне 1941—1945 гг.», 12 золотых, серебряных и бронзовых медалей ВДНХ СССР и ВДНХ Украины[4][10].
- Заслуженный работник сельского хозяйства Украинской ССР (1987) — за личный вклад в организацию внедрения достижений научно-технического прогресса в сельскохозяйственное производство, активную научную и педагогическую деятельность[10].
- Государственная премия УССР в области науки и техники (1983) — за разработку прогрессивной технологии выращивания семян, выведение и внедрение в производство высокоурожайных сортов люцерны для степной зоны УССР[20].

Украинские
- Орден «За мужество», медаль «Защитнику Отчизны», Почётная грамота Кабинета Министров Украины[укр.] (2007), Верховной Рады Украины[укр.] (2010), знак «Почётный ветеран Украины»[укр.] (2009), «Знак почёта[укр.]» министерства обороны Украины (2010)[10].
- Знак «Честь и слава Кировоградщины» (2007)[21], «Честь и слава Компанеевщины» (2010)[10].